# Aegir (måne)
Aegir är en av Saturnus månar. Den upptäcktes av Scott S. Sheppard, David C. Jewitt, Jan Kleyna och Brian G. Marsden i december 2004, och gavs den tillfälliga beteckningen S/2004 S 10. Den heter också Saturn XXXVI.
Aegir är 6 kilometer i diameter, och har ett genomsnittligtligt avstånd på 19 350 000 kilometer från Saturnus. Den har en lutning av 167° till ekliptikan (140° till Saturns ekvator) i en retrograd riktning och med en excentricitet av 0,237.